# Auenwiesen von Fulda, Rohrbach und Solz
Mit der Bezeichnung Auenwiesen von Fulda, Rohrbach und Solz wurden ausgedehnte Grünlandbereiche an der Fulda und ihren Seitengewässern, die Wasservögeln ein Brut- und Rastgebiet und seltenen und bedrohten Tieren und Pflanzen einen Lebensraum bieten, als Fauna-Flora-Habitat(FFH)-Gebiet in das länderübergreifende Netz besonderer Schutzgebiete Natura 2000 integriert. Natura 2000 hat den Erhalt der biologischen Vielfalt zum Ziel und soll dem anhaltenden Rückgang von wildlebenden Arten und ihrer natürlichen Lebensräume entgegenwirken. Die rechtlichen Grundlagen für das Schutzgebietssystem bilden die Vogelschutzrichtlinie und die Fauna-Flora-Habitat-Richtlinie der Europäischen Union.
Die Flächen des FFH-Gebiets im Fuldatal gehören vollständig zum Europäischen Vogelschutzgebiet „Fuldatal zwischen Rotenburg und Niederaula“ und zum Landschaftsschutzgebiet „Auenverbund Fulda“. In das Landschaftsschutzgebiet ist auch der im Tal der Solz liegende Teilbereich integriert worden. Eingeschlossen in das FFH-Gebiet sind die beiden Naturschutzgebiete „In den Weiden bei Blankenheim“ und „Alte Fulda bei Blankenheim“.

## Lage
Der geschützte Bereich liegt im mittleren Fuldatal im Landkreis Hersfeld-Rotenburg, im Osten Nordhessens. Es erstreckt sich mit einer Länge von rund 18 Kilometern zwischen Bad Hersfeld im Süden und Bebra im Norden. Teilflächen befinden sich in Nebentälern: Drei in der westlichen Rohrbachaue, nahe der Orte Rohrbach, Tann und Gerterode und ein weiteres kleineres Teilgebiet östlich im Tal des Solzbaches, zwischen Kathus und Sorga. Administrativ gehören die Auenwiesen zu den Gemarkungen von Bad Hersfeld, Ludwigsau und Bebra.

In der naturräumlichen Gliederung Deutschlands, die auf der Geografischen Landesaufnahme des Instituts für Landeskunde Bad Godesberg basiert, wird der südliche Teil im Fuldatal der Hersfelder Senke (355.21) und der nördliche dem Friedlos-Mecklarer Fuldatal (357.10) und dem Bebraer Becken (357.11) zugeordnet. Die Teilflächen in der Rohrbachaue gehören zum Neuenstein-Ludwigsecker Höhenzug (357.0) und die im Tal der Solz zur Buchenauer Hochfläche (355.32). Diese befinden sich im Fulda-Haune-Tafelland (355) und im Fulda-Werra-Bergland (357), innerhalb der Haupteinheitengruppe des Osthessischen Berglands (35).

## Schutzgebiet
Die Flächen des FFH-Gebiets liegen an der Fulda, die an der Wasserkuppe im Biosphärenreservat Rhön entspringt. Auf ihrem Weg nach Hann. Münden, wo sie sich mit der von rechts kommenden Werra zur Weser vereinigt, durchströmt sie vorwiegend Gesteine des mittleren und unteren Buntsandsteins aus der Trias. Charakteristisch für das FFH-Gebiet sind die weiten Auen durch die der Fluss in vielen Windungen langsam fließt und in der er sich bei Hochwasser noch ungehindert ausbreiten kann. Bis Bad Hersfeld dominieren im Tal Wiesen, ackerbaulich genutzt werden nur die Randlagen. Im FFH-Gebiet, nördlich von Bad Hersfeld, tritt das Auengrünland gegenüber dem Ackerland etwas zurück. Einen gewissen Ausgleich zu dem artenarmen, teilweise stark gedüngtem Kulturland schaffen die Altgewässer und renaturierten Kiesgruben mit ihren Ried- und Röhrichtbeständen sowie die Flutmulden, in denen sich das Hochwasser lange hält. Die überschwemmten Flächen gelten als hessenweit bedeutendes Brut- und Rastgebiet für Wasservögel und als wertvoller Trittstein für durchziehende Vogelarten.
Den Untergrund der Flussniederung bilden pleistozäne Kiese und Sande, die von unterschiedlich mächtigen Auelehmschichten bedeckt werden. Als Bodenformen entwickelten sich hier der Braune Auenboden und in Bereichen mit hoch anstehendem Grundwasser hydromorphe Böden wie Pseudogley, Gleye und Anmoorgleye. Aus klimatischer Sicht gehört die Landschaft zum Klimabezirk des nordhessischen Berglands, das von verhältnismäßig kühlen Wintern und auch kühlen Sommern gekennzeichnet wird. Eine Besonderheit des lokalen Klimas ist, dass das Fuldatal gegenüber dem Umland leicht wärmebegünstigt ist und in den Wintermonaten hier häufiger Nebel auftritt.

## Schutzobjekte
Der Standarddatenbogen aus dem Jahr 2003, mit dem die Auenwiesen der EU-Kommission für das länderübergreifende Netz besonderer Schutzgebiete vorgeschlagen wurden, nennt die im Gebiet vorkommenden Lebensraumtypen (LRT) und die Arten von gemeinschaftlichem Interesse, die als gefährdet gelten. Für ihren Schutz sind nach den europäischen Rechtsvorschriften die Mitgliedstaaten der Europäischen Union besonders verpflichtet. Mit der Aufgabe, für ein Schutzwürdigkeitsgutachten den Zustand der Flächen zu dokumentieren und zu bewerten sowie Maßnahmen zur Sicherung und Entwicklung der Lebensraumtypen und der hier lebenden Arten vorzuschlagen, ist das Büro Lange & Wenzel aus Cölbe und der Fachdienst Ländlicher Raum des Landkreises Hersfeld-Rotenburg beauftragt worden.

### Lebensraumtypen

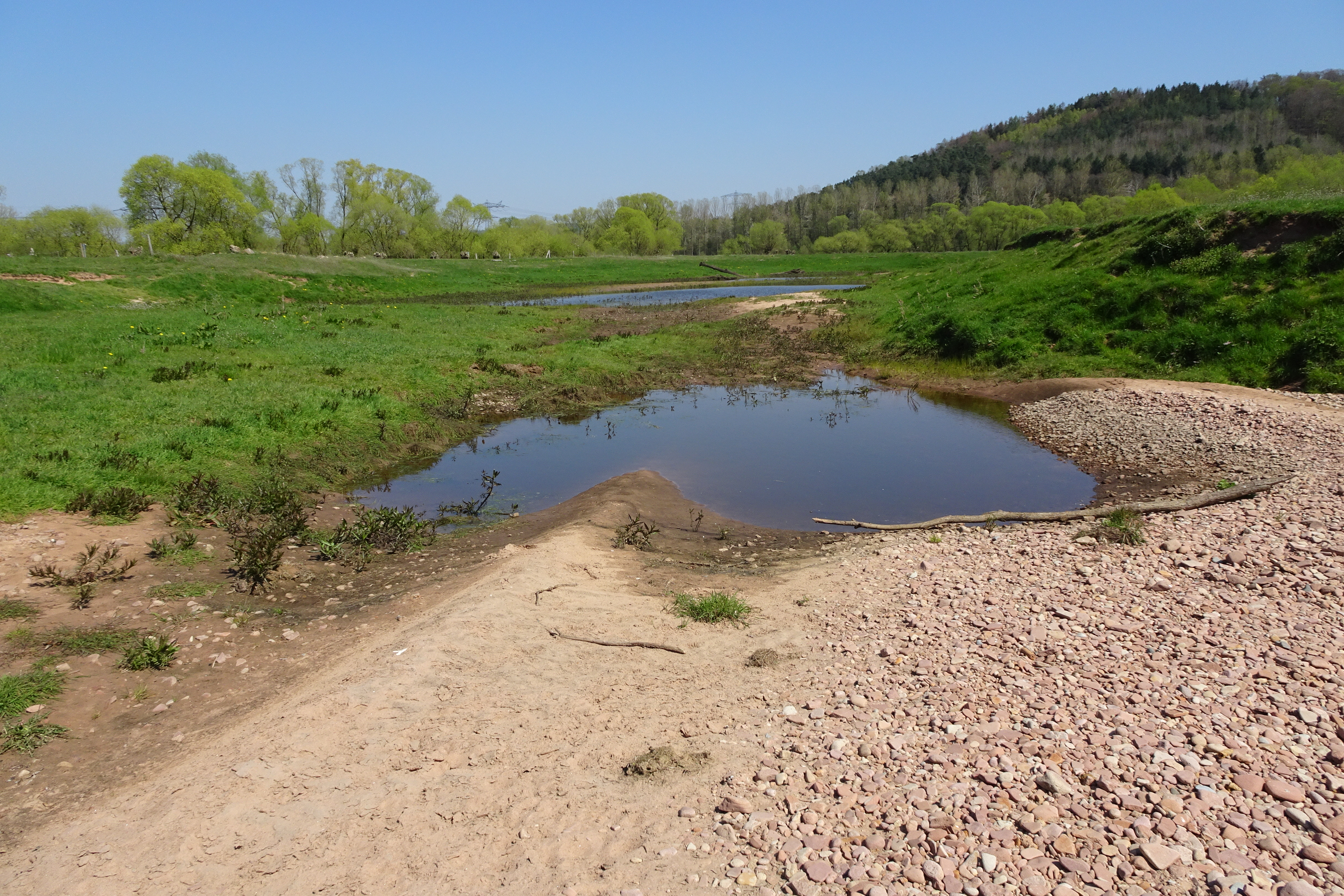
Renaturierte wasserführende Flutmulde im Naturschutzgebiet „Alte Fulda bei Blankenheim“ als naturnahe Hochwasserschutzmaßnahme

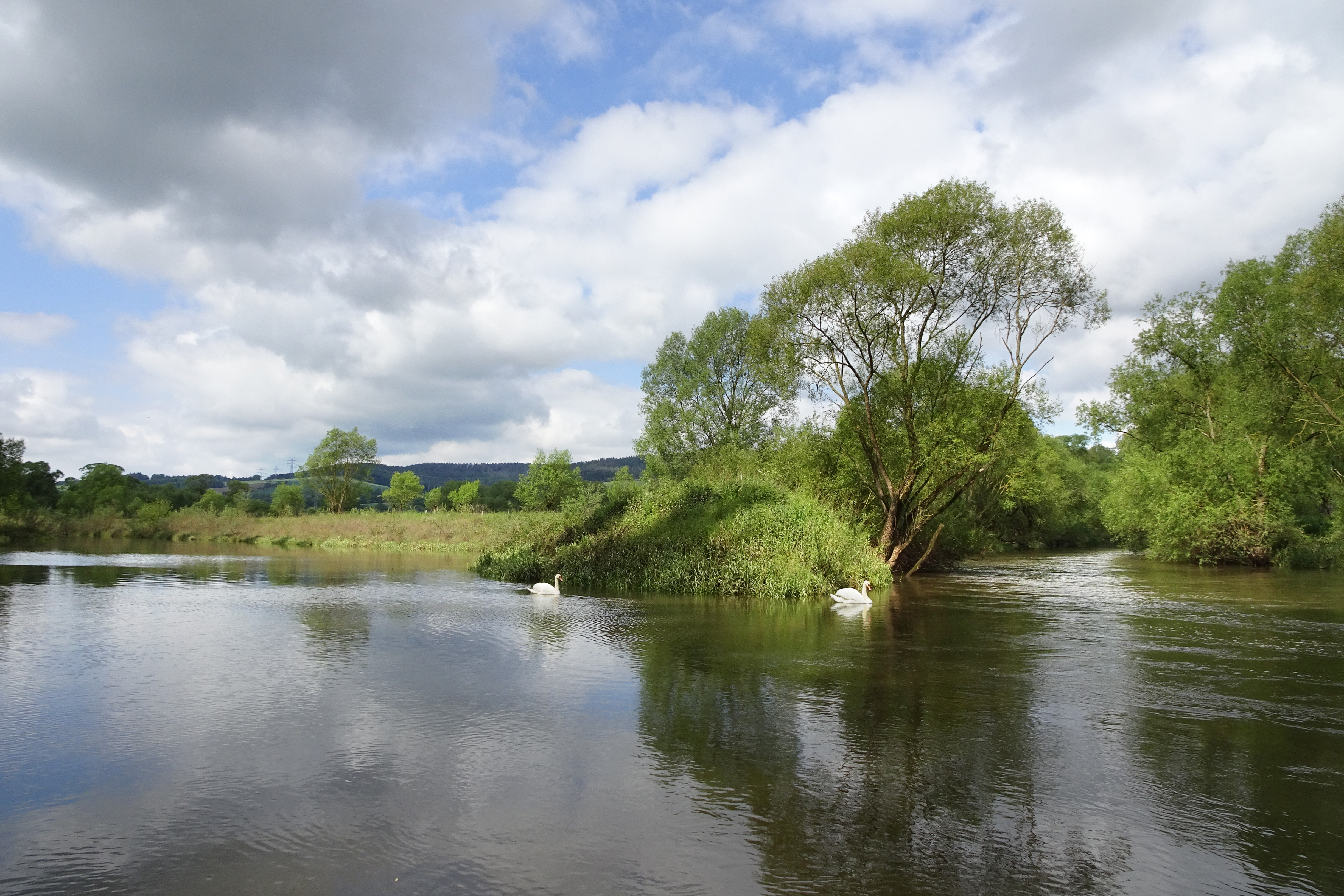
Der Altarm wird am nordöstlichen Ende des Naturschutzgebiets „Alte Fulda bei Blankenheim“ in die Fulda (im Bild rechts) entwässert

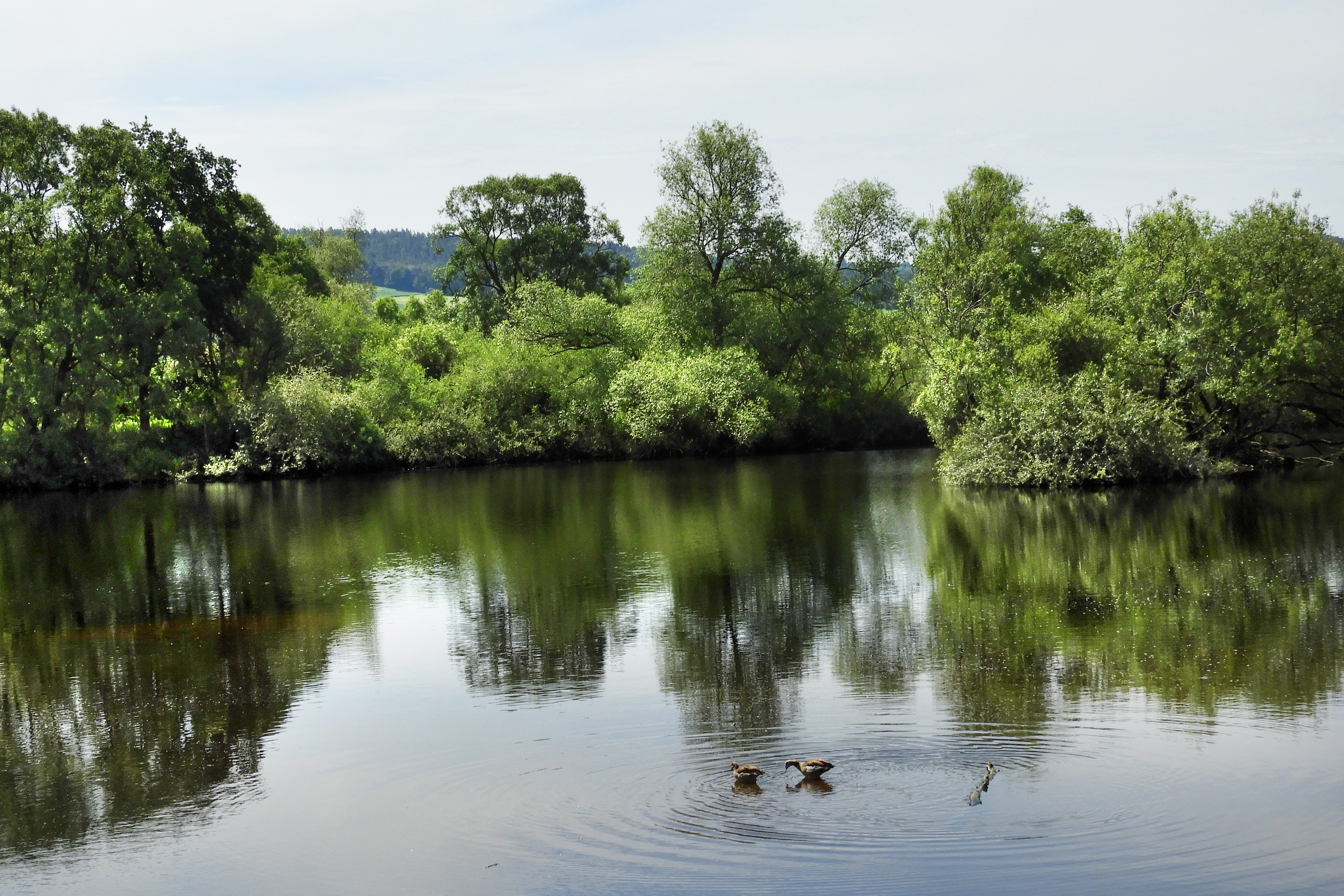
Ufergaleriewald um die aufgelassene Kiesabbaufläche im Naturschutzgebiet „In den Weiden bei Blankenheim“

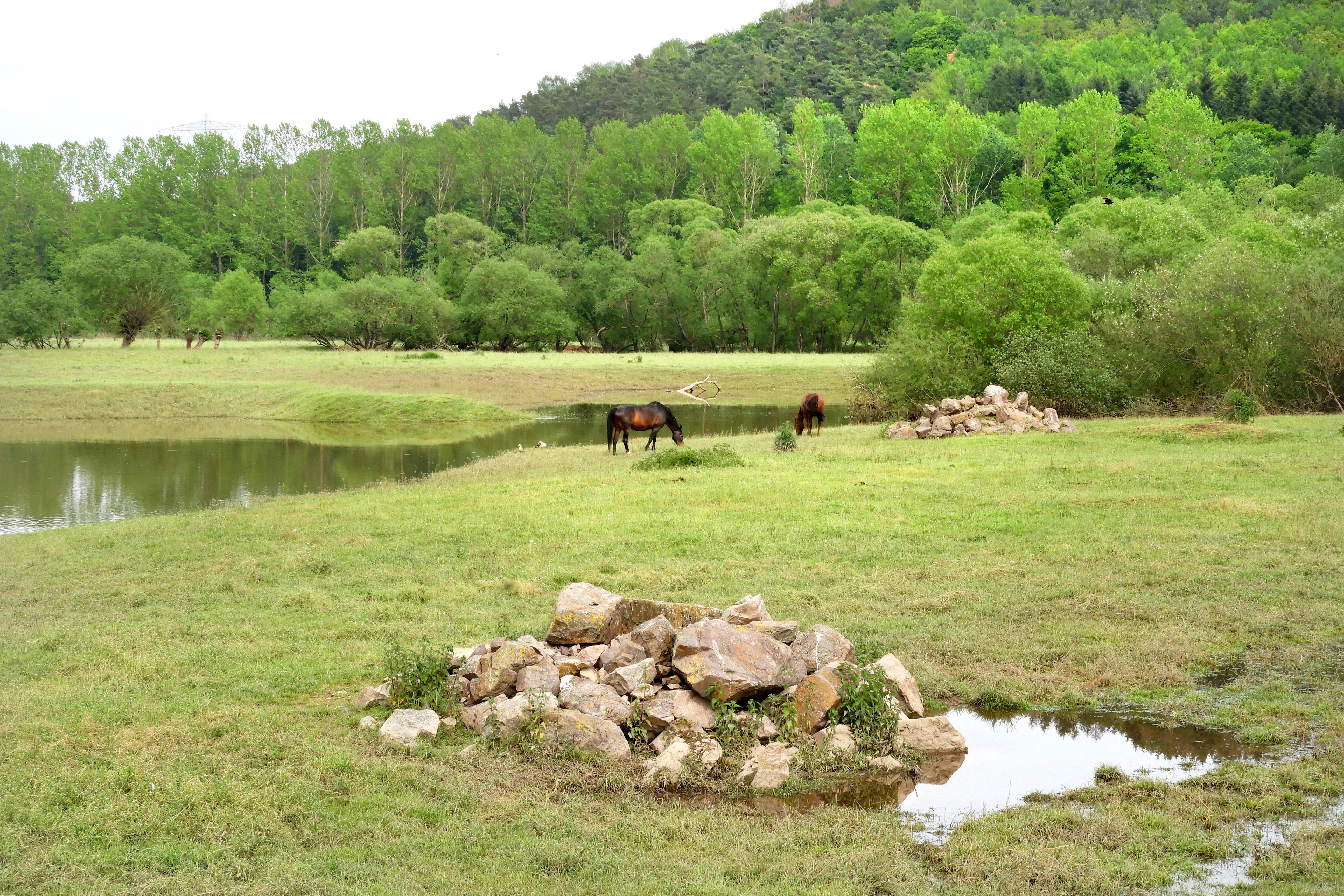
Aufgeschüttete Steinhügel im Naturschutzgebiet „Alte Fulda bei Blankenheim“ sollen Vögeln als Ansitzwarten dienen und Amphibien, Reptilien und Insekten Lebensraum und Unterschlupf bieten

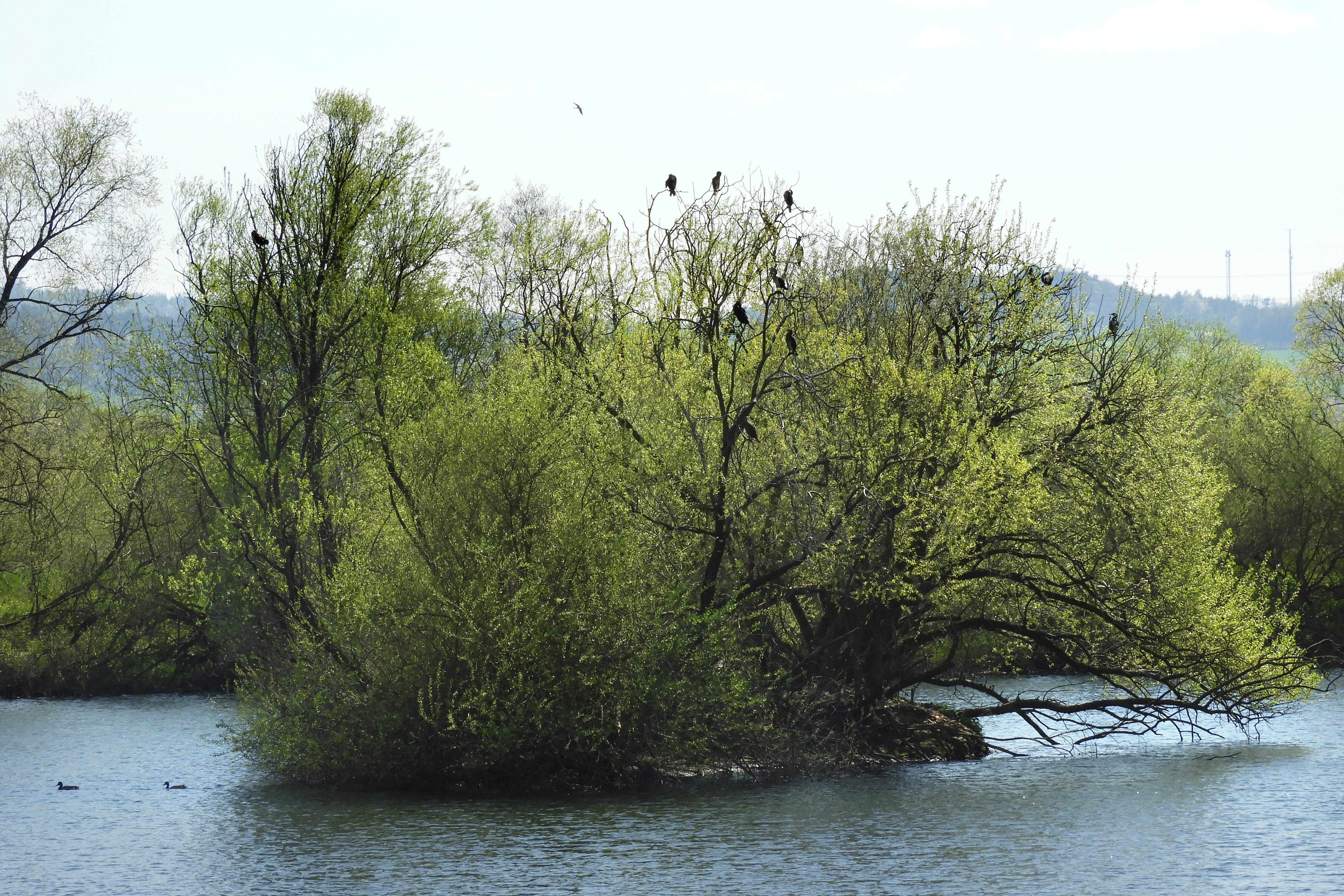
Die Erlen und Weiden einer kleinen Insel im See dienen den Kormoranen als Rastbäume.

| EU-Code | Lebensraumtyp                                                     | Gesamtfläche | Biotop und Flora |
| ------- | ----------------------------------------------------------------- | ------------ | --- |
| 3150    | Natürliche Eutrophe Seen                                          | 1,20 ha      | Dieser Lebensraumtyp kommt in dem Altwasser der „Alten Fulda bei Blankenheim“ sowie in einem Auskiesungsgewässer bei Bad Hersfeld vor. Die Wasserpflanzengesellschaft prägen Raues Hornblatt, Ähriges Tausendblatt, Nutalls Wasserpest und Gelbe Teichrose sowie die Amphiphyten Sumpfsimse, Wasser-Knöterich und Österreichische Sumpfkresse. |
| 3260    | Fließgewässer mit flutender Unterwasservegetation                 | 2,67 ha      | Fließgewässerabschnitte mit einer Unterwasservegetation von Arten der Flutenden Hahnenfußgesellschaften befinden sich in der Fulda zwischen Friedlos und Mecklar und im Rohrbach oberhalb von Gerterode. Neben dem Flutenden Hahnenfuß als prägende Art gehören zu dem Wasserpflanzenvorkommen noch Ähriges Tausendblatt und Einfacher Igelkolben. |
| 6431    | Hochstaudensäume der planaren bis montanen Stufe                  | 0,40 ha      | Die Hochstaudensäume sind an den gehölzfreien Uferböschungen der Gewässer ausgebildet und werden vor allem von stickstoffliebenden, weit verbreiteten Pflanzen gebildet. In den artenarmen Beständen dominieren Große Brennnessel und Rohrglanzgras. |
| 6510    | Magere Flachland-Mähwiesen                                        | 9,95 ha      | Im Schutzgebiet nimmt das extensiv bewirtschaftete Grünland nur eine Fläche von unter einem Prozent ein. Auf den kleinflächigen und zerstreut liegenden Wiesen charakterisieren neben dem Glatthafer auch Wiesen-Labkraut, Zweijähriger Pippau, Wiesen-Storchschnabel und Große Pimpinelle den Lebensraumtyp. |
| 91E0*   | Erlen- und Eschenwälder und Weichholzauenwälder an Fließgewässern | 6,40 ha      | Pflanzensoziologisch gehören die flussbegleitenden Wälder der Fulda zu zwei unterschiedlichen Assoziationen. Die rein von Weiden geprägten Bestände werden zu dem Knack-Weiden-Auenwald gezählt. Bestände in denen Schwarz-Erlen vorherrschen und die vor allem an den Nebengewässern der Fulda vorkommen, gehören zum Typ des Hainmieren-Erlenwaldes. Im System der Hessischen Biotopkartierung werden sie als „Weichholzauwälder und Gebüsche“ sowie als „Bachauenwälder“ bezeichnet. |

### Fauna
Als Arten von gemeinschaftlichem Interesse werden geschützte Tiere und Pflanzen bezeichnet, die im Anhang II der Fauna-Flora-Habitatrichtlinie aufgeführt sind sowie die wildlebenden Vogelarten, für deren Lebensstätten und Lebensräume die Mitgliedstaaten der Europäischen Union zur Erhaltung und Wiederherstellung verpflichtet sind. Der Standarddatenbogen nannte den Tagfalter Dunkler Wiesenknopf-Ameisenbläuling (Maculinea nausithous), den Süßwasserfisch Groppe (Cottus gobio), die Gelbbauchunke (Bombina variegata) und die Europäische Sumpfschildkröte (Emys orbicularis), als die im Gebiet lebenden prioritären Arten, für deren Erhaltung die besondere Schutzvorschriften gelten. Allerdings konnten von ihnen die Gelbbauchunke und die Sumpfschildkröte bei den Begehungen für die Grunddatenerhebung nicht nachgewiesen werden.

- Dunkler Wiesenknopf-Ameisenbläuling: In seinem komplexen Entwicklungszyklus ist der Bläuling auf das Vorhandensein der Futterpflanze Großer Wiesenknopf und eine ausreichende Anzahl von Nestern der Wirtsameise Rote Knotenameise angewiesen, die in der Aue noch häufig zu finden sind. Auch die Populationsgröße wurde im FFH-Gebiet mit „A“ (groß) bewertet. Gefährdet wird der Falter durch eine nicht angepasste Mahd oder Beweidung während seiner Reproduktionsphase von Mitte Juni bis Mitte September.
- Groppe: Die Art stellt hohe Ansprüche an die Wasserqualität und hält sich am Boden kiesig-steiniger Bachabschnitte auf, wo sie sich von Pflanzenteilen und kleinen Bodentieren, wie Wasserinsektenlarven oder Kleinkrebsen, ernährt. Die Untersuchungen ergaben für die Solz und den Rohrbach einen guten Zustand der Population (Wertstufe B) und auch eine gute Ausprägung der Habitatqualität. In der Zeit der Grunddatenerhebung kam die Groppe in den Fuldaabschnitten des FFH-Gebiets nicht vor.

Als zu schützende Arten nach Artikel 4 der Vogelschutzrichtlinie der Europäischen Union nennt der Standarddatenbogen als Brut- und Gastvögel der Auenwiesen Flussuferläufer, Eisvogel, Wiesenpieper, Flussregenpfeifer, Bekassine, Fischadler, Kormoran, Haubentaucher, Waldwasserläufer und Rotschenkel.

## Unterschutzstellung
- Fauna-Flora-Habitat-Gebiet

Im Rahmen der Umsetzung der Fauna-Flora-Habitat-Richtlinie wurden die Auewiesen im April 1999 der EU-Kommission für das länderübergreifende ökologische Schutzgebietssystem „Natura 2000“ vorgeschlagen. Begründet wurde die Schutzwürdigkeit unter anderem mit den Biotopkomplexen des Grünlandes und der Feuchtwiesen, zu denen Altwässer, Ufergaleriewälder, Großseggenriede und Schilfröhrichte gehören und der Bedeutung der Flächen als Brut- und Rastgebiet für Wasservögel sowie mit den Vorkommen von Schwarzblauen Ameisenbläulingen, Groppen und Gelbbauchunken. Nach der Bestätigung als Gebiet von gemeinschaftlicher Bedeutung im Dezember 2004 forderte die EU neben dem Gebietsmanagement und dem damit verbundenen Monitoring eine förmliche Schutzerklärung, die im Januar 2008 mit der „Verordnung über Natura 2000-Gebiete in Hessen“ erfolgte. Das FFH-Gebiet mit einer derzeitigen Größe von 786,93 Hektar hat die Gebietsnummer 5024-305 und den WDPA-Code 555520374.
- Vogelschutzgebiet

Das FFH-Gebiet befindet sich vollständig in dem Vogelschutzgebiet „Fuldatal zwischen Rotenburg und Niederaula“, (5024-401, WDPA555537601) das den weiten und offenen Abschnitt zwischen Solms und Rotenburg umfasst. Es wird lediglich durch einen nicht geschützten Bereich bei Bad Hersfeld unterbrochen. In dem Hessischen Fachkonzept zur Auswahl von Vogelschutzgebieten wird es als „bedeutendes und artenreiches Rast- und Überwinterungsgebiet für Wasser-, Wat- und Wiesenvögel“ charakterisiert, vor allem für Bekassine, Gänsesäger und Fischadler. Für den Kiebitz zählt es zu den fünf am besten geeigneten Gebieten in Hessen. Weiterhin ist es als Brutgebiet von Flussuferläufer, Flussregenpfeifer, Weißstorch, Eisvogel, Kiebitz, Bekassine und Neuntöter wichtig.
- Naturschutzgebiete

- Mit der Einrichtung des 5 Hektar großen Naturschutzgebiets „In den Weiden bei Blankenheim“ (Kennung 1632005, WDPA81989). im September 1983 sollte das aus ornithologischer Sicht wertvolle Gewässer auf der ehemaligen Kiesabbaufläche als Lebensraum zahlreicher, im Bestand bedrohter Vogelarten dauerhaft gesichert und durch Gestaltungsmaßnahmen in seiner besonderen Bedeutung für die Vogelwelt verbessert werden.
- Das Feuchtgebiet mit Altwasserbiotopen ist im Dezember 1981 als „Alte Fulda bei Blankenheim“ (Kennung 1632004, WDPA81266) zu einem Naturschutzgebiet erklärt worden, um Störungen von dem noch relativ naturnahen Bereich fernzuhalten. Mit der Unterschutzstellung sollte die 22,8 Hektar große Fläche als Brut- und Rastgebiet für zahlreiche bedrohte Vogelarten gesichert werden.

- Landschaftsschutzgebiet

Mit Ausnahme der drei kleinen Teilflächen in der Rohrbachaue liegt das FFH-Gebiet innerhalb des Landschaftsschutzgebiets „Auenverbund Fulda“ (Kennung 2631002, WDPA378401), das im Jahr 1993 mit dem Zweck eingerichtet wurde, die Fulda einschließlich ihrer Zuflüsse mit ihren durch Überflutung gekennzeichneten Auen als „eine für Hessen typische Flusslandschaft“ zu sichern. Mit der Unterschutzstellung sollen die durch den Wechsel von Hoch- und Niedrigwasser geprägten Wiesen- und Ufervegetationstypen mit ihren Lebensgemeinschaften geschützt und erhalten werden.